# Kō Ishikawa
Kō Ishikawa (jap. 石川 巧 Ishikawa Kō; ur. 10 marca 1970) – japoński piłkarz występujący na pozycji obrońcy.

## Kariera klubowa
Od 1989 do 2002 roku występował w klubach Honda, Verdy Kawasaki i Nagoya Grampus Eight.